# Palácio Garibaldi
O Palácio Garibaldi é um prédio histórico localizado em Curitiba, capital do estado brasileiro do Paraná.

## História

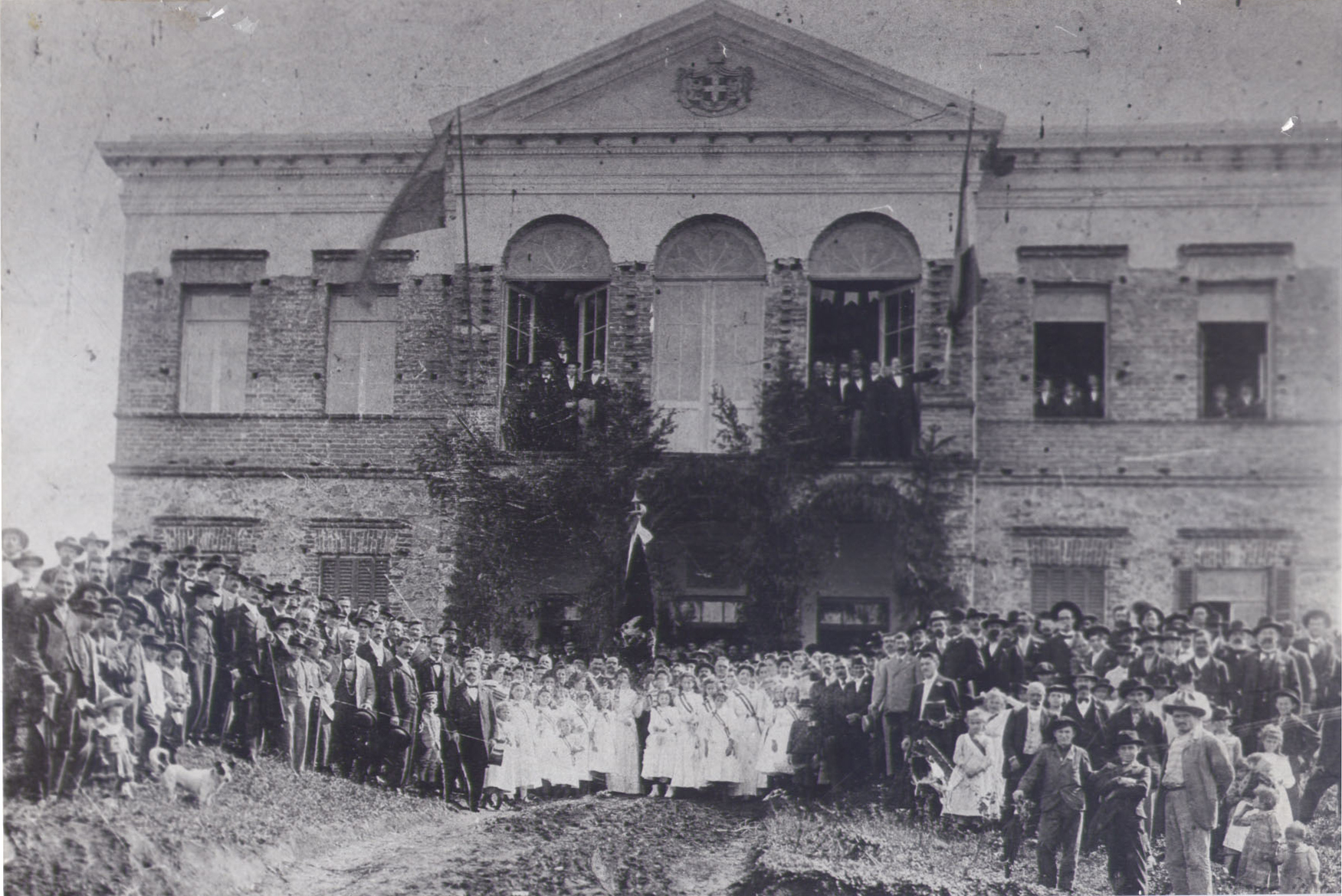
frente do Palácio no dia 1º de Maio de 1900, dia do trabalho

Com a fixação de imigrantes italianos próximo a Curitiba, os interesses do governo provincial e dos próprios imigrantes, fizeram com que surgisse a ideia de um movimento associativo que resultou na criação, em primeiro de julho de 1883, da Sociedade Italiana Dimituo Scorso Giuseppe Garibaldi.
Em 1887 iniciou-se a construção do edifício para ser sede da associação, com projeto do engenheiro Ernesto Guaita e sua finalização ocorreu somente em 1904, em terreno doado pelo governo municipal. Quanto a fachada do palácio, suas linhas arquitetônicas foram desenvolvidas pelo arquiteto João de Mio e finalizada somente em 1932.
Em 1906, o local foi sede do I Congresso Estadual, que resultou na criação da Federação Operária no Paraná e em 1942, em virtude da Segunda Guerra Mundial, o palácio foi desapropriado pelo Governo do Estado, que utilizou como sede da Liga da Defesa Nacional, Centro de Letras do Paraná, Academia Paranaense de Letras e Tribunal de Justiça do Estado. Somente na década de 1960 que o edifício foi devolvida para a Associação Giuseppe Garibaldi (ou Sociedade Beneficente Garibaldi).

### Arquitetura e tombamento
O prédio possui estilo eclética, com destaque para as características neoclássicas da fachada, em seus arcos e janelas ornamentadas nos seus dois pavimentos, além de platibanda com coruchéus, cornijas, sobrevergas, vãos em arco pleno guarnecidos de bandeiras, muro adornado com balaústres e com aparelho à bossagem.
O palácio foi tombado pelo Patrimônio Estadual em 1988 e integra a lista de Unidades de Interesse de Preservação (UIP’s) da prefeitura de Curitiba.

### Atrações
Além de seu estilo arquitetônico, complementados pela escadaria que liga o portão de entrada, construído artesanalmente de ferro com desenho fitomorfo, ao átrio e que contribui para a monumentalidade do palácio, o local ainda possuí atrativos como um busto em bronze de Giuseppe Garibaldi, inaugurado em 1933, e uma pedra de 2 metros de altura, extraída do Monte Grappa, na Itália, e transportada para Curitiba como forma de recordação para os pracinhas brasileiro que integraram a FEB.